# Északi krill
Az északi krill (Meganyctiphanes norvegica) a felsőbbrendű rákok (Malacostraca) osztályának krill (Euphausiacea) rendjébe, ezen belül az Euphausiidae családjába tartozó faj.
Nemének egyetlen faja.

## Tudnivalók

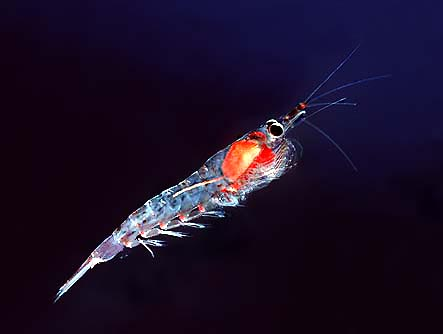
A hasi oldalának élénk vörös színét a karotinoknak köszönheti, amelyeket az állkapcsi lábas rákok fogyasztásakor vessz fel

Az északi krill az Észak-Atlanti-óceán területén él. Fontos része az óceán plankton összetételében. Számos állatnak fontos táplálék forrásként szolgál, köztük a szilásceteknek, tengeri madaraknak és halaknak. Az északi krillt, a déli félgömbön az Euphausia superba helyettesíti.